# 亚尔马·约翰松
亚尔马·约翰松（瑞典語：Hjalmar Johansson，1874年1月20日—1957年9月30日），瑞典男子跳水、游泳运动员。他曾代表瑞典参加1908年和1912年夏季奥林匹克运动会跳水比赛，共获得一枚金牌和一枚银牌。